# Петька и Василий Иванович 2: Судный день
Петька и Василий Иванович 2: Судный день (также известная как Петька и ВИЧ 2: Судный день,ПиВИЧ 2) — компьютерная игра в жанре квеста, разработанная компанией S.K.I.F. и выпущенная компанией «Бука» для операционной системы Windows 30 сентября 1999 года. Является прямым продолжением игры «Петька и Василий Иванович спасают галактику» и второй в серии «Петька и Василий Иванович». Это последняя игра, разработанная S.K.I.F.; после этого «Бука», владеющая правами на игру, передала разработку компании «Сатурн-плюс».
28 мая 2015 года игра была портирована для iOS компанией Komar Games. 20 августа того же года вышел порт для Android, разработанный той же компанией. 26 августа «Бука» объявила о выходе английской версии «Петьки 2»  под названием Red Comrades 2: For the Great Justice. 14 октября 2016 года было выпущено переиздание Петька и Василий Иванович 2: Судный день. Перезагрузка для современных версий операционной системы Windows и широкоформатных мониторов, также доступное с английскими субтитрами под названием Red Comrades: For the Great Justice. Reloaded.

## Описание
Петька 2 представляет прямое продолжение сюжета с момента окончания первой части. Графика, звук, а также многие[какие?] элементы интерфейса взяты из первой части и продолжают установленный ранее стиль. По системе управления обе части абсолютно схожи (равно, как и их «перезагрузки»).

## Сюжет
Игра начинается с того, что герои просыпаются на Лонг-Айленде и вспоминают, что было после того, как они «с инопланетянами разобрались, да домой вернулись» (в 1-й части). Героям предстоит узнать, что происходит в катакомбах под деревней. В целях удаления из головы Чапаева «микрочипа» персонажи проникают в катакомбы и находят машину времени и используют её для перемещения в 1969 г. в США, где знакомятся с двойниковыми версиями Фурманова, Анки, пионера Павлика, а также Билли и уличными рокерами. Игра обрывается у монумента Статуи Свободы, где Василий Иванович сообщает Петьке, что он его отец.

## Дубляж
| Актёр              | Роль                    |
| ------------------ | ----------------------- |
| Борис Линников     | Петька                  |
| Александр Пожаров  | Василий Иванович Чапаев |
| Екатерина Тенета   | Анка                    |
| Евгений Кондратьев | Фурманов                |
| Виктор Шимановский | Пасечник, байкер        |
| Илья Прудовский    | бомж                    |

## Персонажи
- Петька и Василий Иванович — протагонисты.
- Анка-пулемётчица — встречается в 1969 году в США, где она исполняет должность секретаря директора фирмы Фурманова.
- Фурманов — в США Фурманов переквалифицировался в капиталистического уклона человека, директора солидной фирмы, хотя сам он утверждает, что он потомок того самого Фурманова.
- Кузьмич — пасечник в Гадюкино.
- Пионер Павлик — представлен торговцем всякой всячины в США. Ссылается на принципы капиталистической жизни и отрицает все совпадения со своим советским вариантом.
- Билли — подросток, помешанный на околачивании окон. В игре имеется несколько косвенных сносок на аллегорию создателя операционной системы Microsoft Windows Билла Гейтса.
- Продавец забегаловки — реинкарнация почтальона из 1-й части. Ничего общего с прототипом, кроме внешности, не имеет.
- Рокер — двойниковая версия Пасечника.
- Матрос Митёк — в 1969 году в США, представлен как археолог и этнолог, занимающийся разными предметами: от ритмики напевов гавайских аборигенов до чтения книг вуду. Одновременно руководит небольшим музеем.
- Гадалка — старуха, гадающая героям на картах и показывающая им разные видения. Представляет реинкарнацию продавщицы из первой части, сменившей голос и цвет кожи.
- Бомж — шотландский лорд, обменял свой родовой талисман — рубин, на бутылку шотландского виски.
- Фёдор Айзикович Павлов — хирург. Сделал Чапаеву операцию по извлечению чипа из головы.